# Петар Мицић
Петар Мицић (Зајечар, 1889 — 1956) био је професор на Техничком факултету, оснивач и шеф катедре за гвоздене конструкције, проректор (1936), ректор Универзитета у Београду (1939—1942), први декан Грађевинског факултета Техничке велике школе (1948—1953).

## Биографија и каријера
Рођен је у Зајечару 1889. године, а дипломирао је на Грађевинском одсеку Техничког факултета 1911. године. Након дипломирања радио је у Дирекцији за грађење железница, а специјализирао је гвоздене капије у Берлину и Паризу.
Након завршетка Првог светског рата радио је на обнови порушених мостова у Србији и на контроли и преузимању челичних мостова у Бечу и Прагу у периоду од 1920. до 1922. године.  Након тога обављао је функцију шефа Саобраћајног одељења Београдске општине.
Радио је као професор на Техничком факултету, оснивач и шеф катедре за гвоздене контрукције, проректор (1936), ректор Универзитета у Београду (1939—1942) и први декан Грађевинског факултета Техничке велике школе (1948—1953).
Присилно је пензионисан јер је одбио да сарађује са окупаторима односно реорганизује Универзитет, а по завршетку Другог светског рата враћен је на место редовног професора Техничког факултета.
Написао је и публиковао велики број уџбеника, што је у то време био редак случај, трудећи се да се тематика металних конструкција приближи српским инжењерима и студентима, како би се створили домаћи кадрови и фирме и постале једнако добре као тадашње доминантне стране компаније. Предавао је и на Машинском и Архитектонском одсеку Техничког факултета.
Након ословођења Београда од краја 1944. до 1946. волонтерски је учествовао у обнови свих порушених челичних мостова у Србији.